# Depressaria dictamnella
Depressaria dictamnella — вид лускокрилих комах родини плоских молей (Depressariidae).

## Поширення
Вид поширений в Центральній та Східній Європі. Присутній у фауні України.

## Опис
Розмах крил до 26 мм.

## Спосіб життя
Личинки живляться листям ясенця білого (Dictamnus albus).